# Gioacchino Cutinelli-Rendina
Gioacchino Cutinelli-Rendina (Napoli, 17 marzo 1829 – Campomaggiore, 2 novembre 1885) è stato un politico italiano.
Studioso e letterato, negli anni giovanili viaggiò per l'Europa e fu di sentimenti liberali. Raggiunse Garibaldi a Palermo nel 1860 e partecipò ai coevi moti insurrezionali lucani. Fu quindi commissario del governo prodittatoriale a Potenza. Nel 1864 fu eletto deputato al parlamento di Torino, dove votò per l'abolizione della pena di morte. A soli 42 anni, nel 1871, fu nominato senatore del Regno.